# 茂田真理子
茂田 真理子（しげた まりこ、1972年 - ）は、日本の文学研究者、文芸評論家。現名、Mariko Shigeta-Schimmel。
東京都出身、慶應義塾大学大学院政策・メディア研究科修了。江藤淳に師事。アメリカ・グリネル大学准教授。

## 略歴
- 1997年、大学院修士論文として執筆した『タルホ／未来派』が河出書房新社から刊行される。同作で第10回三島由紀夫賞候補。

## 作品リスト
- 『タルホ／未来派』（1997年1月、河出書房新社）